# Давыдов, Борис Иванович
Бори́с Иванович ДавыдовБорис Ива́нович Давы́дов (18 июля 1936, Павлово Горьковской области — 9 декабря 2015, Саратов) — советский и российский художник, заслуженный художник Российской Федерации (1996).

## Биография
В 1957 г. окончил в Саратовское художественное училище имени А. П. Боголюбова. Автор многочисленных жанровых композиций, портретов, натюрмортов, пейзажей. Участник областных, республиканских, зональных, зарубежных выставок. Член Союза художников России.
Начал свою творческую деятельность начал с «городской прозы». Расцветом творческой деятельности живописца считается конец 1970-х гг. Для его работ того времени характерен широкий творческий диапазон — от американского «реджионализма» до гипер- и фото-реализма, включая и разработки ретро-стиля. Особенно полно это воплотилось в его «Заволжском цикле». Затем он начал создавать большеформатные картины с изображением крестьян, сцен труда. Наряду с панорамными, «далевыми», он много писал традиционные натурные пейзажи.
В 2001 г. уехал на постоянное место жительства в Германию, но регулярно приезжал в Саратов. Последняя прижизненная экспозиция работ мастера открылась 3 декабря 2015 г. в саратовской галерее «Эстетика».
Работы находятся в Музее имени А. Н. Радищева (Саратов)